# Мюре, Жан-Луи
Жан-Луи́ Мюре́ (фр. Jean-Louis Muret; 7 апреля 1715, Морж — 4 марта 1796, Веве) — швейцарский священник, статистик и демограф.

## Происхождение и семья
Сын торговца и члена Совета двадцати четырёх Мо́ржа Пьера Филибера Мюре и Элизабет Дюран. Был дважды женат: первая жена — Маргерит Порта́, сестра Самюэля Порта; вторая жена — Жаклин Виктуар де Лом, дочь Антуана де Лома из Веве.

## Биография
Протестант. Изучал теологию в Лозаннском университете. В 1740 году принял сан, после чего служил в приходах Орба, Грансоне и Корсье-сюр-Веве. С 1747 по 1796 годы — пастор, а также декан и каноник в Веве, кроме того ответственный за проекты по развитию сельского хозяйства в регионе. Член-корреспондент Бернского экономического общества.
В 1766 году опубликовал сочинение, озаглавленное Mémoire sur l'état de la population dans le Pays de Vaud (с фр. — «Доклад о состоянии населения в Кантоне Во»), которое принесло ему общеевропейскую известность. Проведённый Мюре анализ документально показал сокращение населения в кантоне Во, до этого лишь предполагаемый. Исследование вызвало серьёзное недовольство центральных швейцарских властей в Берне, так как с одной стороны было демонстрацией плохого управления территорией, а с другой — демографическая статистика считалась военной тайной. Однако попытки бернских властей предотвратить публикацию доклада окончились неудачей. В качестве исходных данных Мюре использовал церковные записи о рождениях, крещениях и отпеваниях, что было абсолютным новшеством для того времени. Англичанин Томас Роберт Мальтус в своём опубликованном в 1798 году фундаментальном труде «Опыт закона о народонаселении» отдавал дань точности составленных Мюре таблиц и его гениальной догадке о возможности использования для статистических исследований церковных материалов.